# Xiong Jingnan
Xiong Jingnan (熊竞楠S, Xióng JìngnánP; Pechino, 12 gennaio 1988) è una lottatrice di arti marziali miste cinese.
Combatte nella divisione dei pesi paglia per l'organizzazione singaporeana ONE Championship, nella quale è campionessa di categoria dal 2018.
Ha compiuto il proprio debutto nelle arti marziali miste nel 2014, combattendo per i successivi due anni nella federazione cinese Kunlun Fight. Nel gennaio 2018 ha conquistato il titolo ONE dei pesi paglia, divenendo la prima lottatrice cinese a vincere un campionato mondiale nelle arti marziali miste.

## Caratteristiche tecniche
Soprannominata The Panda in onore dell'omonimo animale autoctono della Cina, Xiong è una lottatrice che si trova a proprio agio nel combattimento in piedi, dove fa della potenza dei pugni e dell'ottimo kickboxing i propri punti di forza. Nota per l'abilità nelle finalizzazioni, spicca per aggressività e reattività: efficace sulla breve distanza, predilige attacchi sia al capo che al corpo dell'avversaria.
Pur non essendo molto dotata tecnicamente, si distingue altresì per la grande abilità nell'approfittare delle disattenzioni delle avversarie e per la grande forza mentale. Poco avvezza nel clinch, ha dimostrato carenze nel combattimento al suolo.

## Carriera nelle arti marziali miste
Compie il suo esordio nelle arti marziali miste il 31 agosto 2014, sconfiggendo l'ucraina Inna Hutsal per sottomissione al primo round. Si afferma nella promozione cinese Kunlun Fight, dove tra il 2014 e il 2016 racimola il record di nove vittorie e una sconfitta, patita per conto di Colleen Schneider.

### ONE Championship
Messasi definitivamente in mostra nel panorama asiatico, la Xiong dimostra di poter ambire a organizzazioni di caratura superiore e sul finire del 2017 annuncia la firma con la promozione singaporiana ONE Championship. Il suo debutto avviene a Bangkok il 9 dicembre dello stesso anno, battendo  la filippina April Osenio in un solo round.
Dopo questo exploit, che le consente di scalare rapidamente il ranking, le viene data l'occasione di combattere per il titolo di campionessa inaugurale dei pesi paglia ONE: il 20 gennaio 2018 a Giacarta vince il titolo sconfiggendo una valida Tiffany Teo per KO tecnico alla quarta ripresa. Chiude l'anno difendendo la cintura contro l'argentina Laura Balin e la brasiliana Samara Santos Cunha, fermate rispettivamente per decisione unanime e knockout.
Il 2019 inizia per lei con un altro successo, in concomitanza dello storico esordio di ONE in Giappone, ai danni della campionessa imbattuta Angela Lee, salita dai pesi atomo per conquistare il secondo titolo in altrettante categorie di peso. Messa in difficoltà per la prima volta dal judo della sfidante e quasi in procinto di essere sottomessa alla quarta ripresa, la cinese prende coraggio e all'ultimo round risolve il match con un pugno al corpo che travolge le resistenze dell'avversaria, fermata pochi istanti dopo per KO tecnico.

## Risultati nelle arti marziali miste
| Risultato | Record | Avversario          | Metodo                              | Evento                                     | Data             | Round | Tempo | Città               | Note                                            |
| --------- | ------ | ------------------- | ----------------------------------- | ------------------------------------------ | ---------------- | ----- | ----- | ------------------- | ----------------------------------------------- |
| Vittoria  | 14-1   | Angela Lee          | KO tecnico (pugni al corpo e pugni) | ONE Championship 92: A New Era             | 31 marzo 2019    | 5     | 1:37  | Tokyo, Giappone     | Difende il titolo dei pesi paglia femminili ONE |
| Vittoria  | 13-1   | Samara Santos Cunha | KO (pugno)                          | ONE Championship 79: Beyond the Horizon    | 8 settembre 2018 | 3     | 1:22  | Shanghai, Cina      | Difende il titolo dei pesi paglia femminili ONE |
| Vittoria  | 12-1   | Laura Balin         | Decisione (unanime)                 | ONE Championship 74: Pinnacle of Power     | 23 giugno 2018   | 5     | 5:00  | Cotai, Macao        | Difende il titolo dei pesi paglia femminili ONE |
| Vittoria  | 11-1   | Tiffany Teo         | KO tecnico (pugni)                  | ONE Championship 66: Kings of Courage      | 20 gennaio 2018  | 4     | 2:17  | Giacarta, Indonesia | Vince il titolo dei pesi paglia femminili ONE   |
| Vittoria  | 10-1   | April Osenio        | KO tecnico (pugni)                  | ONE Championship 65: Warriors of the World | 9 dicembre 2017  | 1     | 3:44  | Bangkok, Thailandia |                                                 |